# 養生 (作業)
養生（ようじょう）とは、建築・引越しなどの作業中に、先に完成した部分など作業の対象物の周辺物を汚損や傷から護ったり、コンクリート施工などで作業対象物が順調に望みの状態になるようにあらかじめ手を打っておくこと。

## 建築・建設

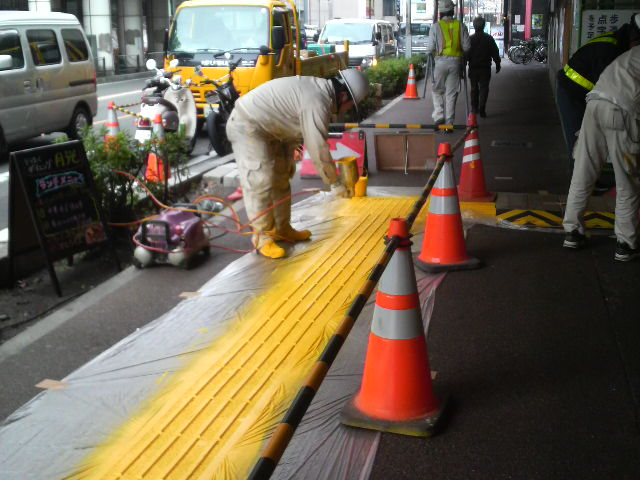
点字ブロックの施工時に周囲を養生している例

建築分野では、建築作業中に建材の面や角などに、紙やビニールシートやプラスチックカバーなどをかけて保護することなども養生と言う。
建設作業においては、作業範囲内や近接する架空ケーブルに硬質のカバーで養生を施す場合がある。これは重機の使用が想定される場合、誤って接触させて損傷させたり切断してしまうことを防ぐためである。
電気工事では、必要のない露出金属部を絶縁体で覆うなどの養生が行われる。これは、感電・短絡を防ぐため、危険防止である。

## コンクリート施工

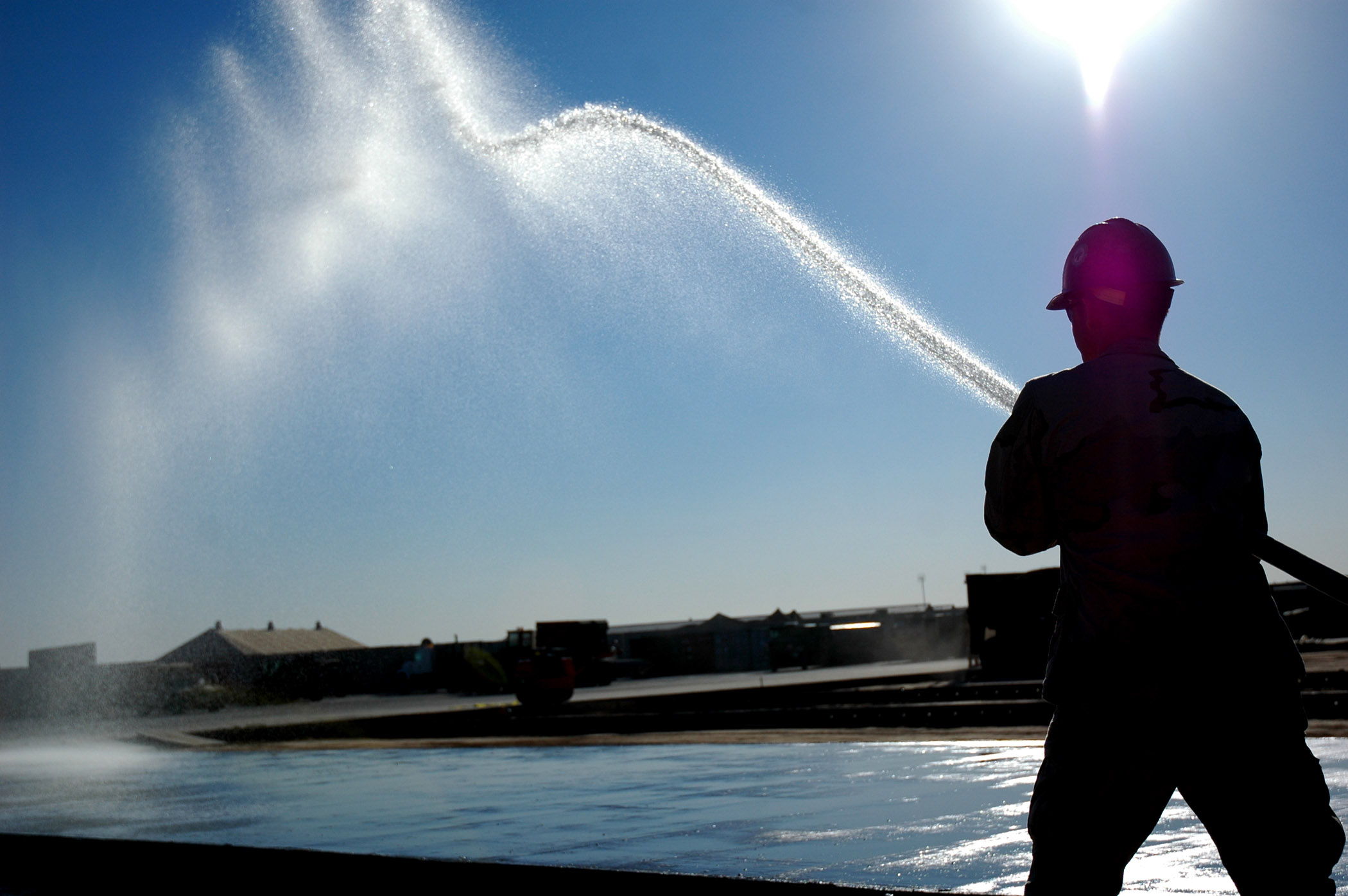
コンクリートの硬化初期に乾燥しすぎないように散水を行っているところ。

コンクリートの施工の際は、充分に硬化するまで、常に一定以上の温度、規定の水分含有量で保つ必要があり、必要となる温度・防水などの管理、および、その作業全般を指して「養生」という。たとえば、冬季の施工においては、水分が凍結するような状態でそのまま施工すると、品質が均一にならず、必要な強度が得られないということも有り得る。また、大雨などで施工したコンクリートに一定量以上の水分が加わると、主に表面が水分過多となって、強度が落ち、将来的に剥離してしまう可能性もある。これらの事を防ぐために、周囲をブルーシートなどで囲い、練炭やジェットヒーターなどを用いて付近の温度を最適な温度に保つなどの対応を行う。また、冬季施工の場合には、速乾性のコンクリートを使用する、プレキャスト工法を利用する、などといった手法を用いて対応することもある。コンクリートの硬化の初期においては風や蒸発により表面が乾燥し、水和反応に必要な水分が不足し乾燥収縮やひびわれを生じるため、これを防ぐために湿潤養生を行う。一般的には、養生シートを敷設し散水を行うが、特殊な薬剤を用いることもある。

## 塗装

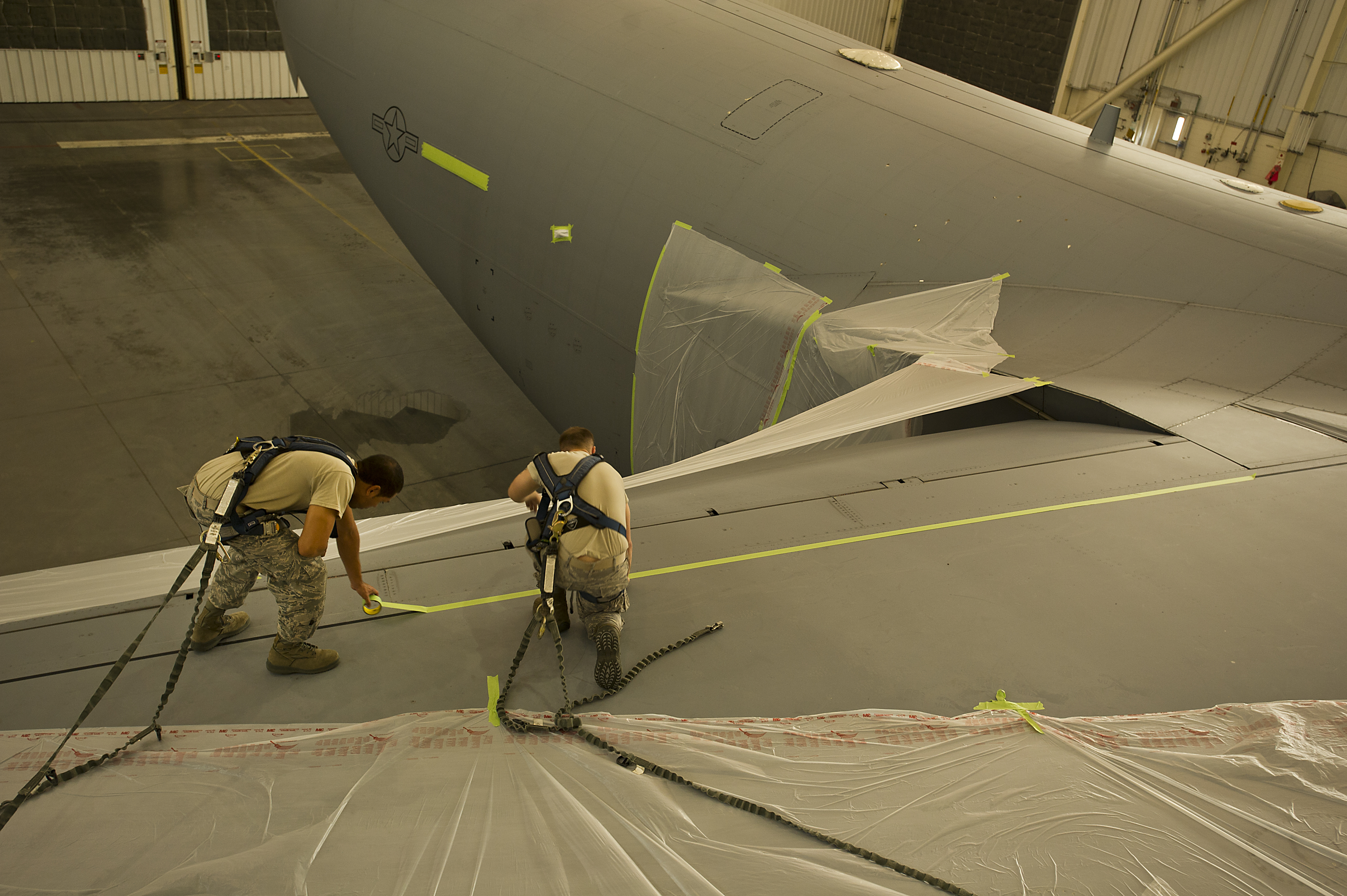
飛行機の塗装前に養生（マスキング）を行っているところ。

絵画制作や塗装における養生（マスキング、英：masking）は、塗装面以外の面に塗料がかからないようにシートや養生資材（マスカー）、マスキングテープなどで覆うことをいう。養生とマスキングはほぼ同じ意味で用いられるが、厳密には区別されることもある。
マスキングテープには各種の幅のものが販売されておりシート付きのものもある。塗装面や工作物を傷めてしまうため粘着力の強い粘着テープ（ガムテープやセロハンテープ）を養生に用いることは禁物である。塗装面以外の面を保護するためにも養生は塗装前に確実に施しておく必要があり、施した養生は原則として塗装が乾ききる前に取り外す必要がある（塗料が乾いた後だと、養生を取り外した際に塗料が一緒にはがれ落ちてしまうことがある）。

## 養生に関連した事故
- 光州マンション外壁崩落事故 - マンションの建設現場で適切な養生期間を設けずに打設を繰り返した結果、外壁が崩落した多数の死者が出た事故[2]。